# Kirua Vunjo Magharibi
Kirua Vunjo Magharibi è una circoscrizione rurale (rural ward) della Tanzania situata nel distretto rurale di Moshi, regione del Kilimangiaro. Conta una popolazione di 12 840 abitanti (censimento 2012).